# Rio Hondo (Film)
 Rio Hondo (Originaltitel: Comanche blanco) ist ein 1968 erschienener Italowestern aus spanischer Produktion mit US-amerikanischen Hauptdarstellern. Die deutschsprachige Erstaufführung erfolgte am 9. Juni 1972.

## Handlung
Notah und Johnny Moon sind Halbblut-Zwillinge einer indianischen Mutter. Aufgrund ihrer Ähnlichkeit wird Johnny nicht nur einmal für die Verbrechen und Grausamkeiten von Notah, dem „weißen Komantschen“, verantwortlich gemacht. Der sieht sich als roten Messias, der seinen Stamm durch Kampf gegen die Weißen erretten wird. Als ihm diese Anschuldigungen eines Tages zu viel werden, beschließt Johnny, die Sache in einem Duell mit seinem Bruder zu Ende zu bringen. Als Hilfssheriff von Rio Hondo kann er aber zunächst einmal die Händel zwischen den Leuten des Saloonbesitzers und eines fanatischen Kopfgeldjägers beilegen. Als er sich dann seinem Bruder gegenübersieht, ist er verwundet, kann Notah aber trotzdem töten. Er reitet in den Sonnenuntergang.

## Kritik
Das Werk erntete reihenweise schlechte bis vernichtende Kritiken. Robert Monell bezeichnet den Film als „billig und visuell hässlich“, Michael Weldon als „ultrabillig“, und Doppeldarsteller Shatners Leistung wird als „unfassbar und hochgradig überzogen“ bezeichnet.